# Desmometopa nigrifemorata
Desmometopa nigrifemorata är en tvåvingeart som beskrevs av Brake och Amnon Freidberg 2003. Desmometopa nigrifemorata ingår i släktet Desmometopa och familjen sprickflugor. Inga underarter finns listade i Catalogue of Life.